# Heilig Hartbeeld (Overhoven)
Het Heilig Hartbeeld is een standbeeld in Overhoven, een wijk in de Nederlandse plaats Sittard.

## Achtergrond
De parochiekerk H. Hart van Jezus werd gebouwd in 1929 en is een rijksmonument. Op een sokkel in de bakstenen erfscheiding van de kerk werd in de Tweede Wereldoorlog een Heilig Hartbeeld geplaatst dat werd gemaakt door Charles Vos. Het beeld werd geïntroniseerd op 8 juli 1943. Omdat openbare kerkelijke plechtigheden door de bezetter waren verboden, was slechts een kleine afvaardiging van de parochie bij de inzegening aanwezig.

## Beschrijving
Christus, gekleed in lang gewaad, wijst met zijn rechterhand naar het Heilig Hart op zijn borst en toont een wond in zijn linkerhand. Daarmee zijn de traditionele kenmerken van een Hartbeeld aanwezig, de pose van Christus wijkt echter sterk af van de gangbare beelden. In plaats van een poserende, staande Christus, maakte Vos een jongeman die lijkt voort te schrijden, een beweging die wordt versterkt door de doorgezakte knieën, het licht gebogen hoofd en de plooien van het gewaad.